# Жацлерж
Жацлерж (чеш. Žacléř) град је у Чешкој Републици. Град се налази у управној јединици Краловехрадечки крај, у оквиру којег припада округу Трутнов.

## Становништво
Према подацима о броју становника из 2014. године град је имао 3.327 становника.